# Brechung (Verslehre)
Brechung bezeichnet in der Verslehre die Überschreitung einer metrischen Grenze (zum Beispiel Versgrenze oder Strophengrenze) durch das sprachliche Sinngefüge, wenn also die syntaktische Einheit der metrischen Einheit nicht entspricht. Man unterscheidet spezifisch:
- Enjambement (Überschreitung der Versgrenze), hier weiter noch
  - morphologisches Enjambement und gebrochener Reim
- Antilabe (Wechsel des Sprechers im Drama innerhalb des Verses)
- Strophensprung (Überschreitung der Strophengrenze)

Der Begriff wird vor allem im Bereich der mittelhochdeutschen Dichtung gebraucht, wo ab dem 12. Jahrhundert die Reim-Brechung (oder besser Reimpaar-Brechung, nicht zu verwechseln mit dem gebrochenen Reim) dazu dient, Reimpaarfolgen beweglicher zu gestalten. Bei der Reimpaar-Brechung gehört der erste Vers eines Reimpaars zur gleichen syntaktischen Einheit wie der vorhergehende Vers und der zweite Vers zur syntaktischen Einheit des folgenden Verses. Besonders häufig finden sich diese Reimpaar-Brechungen bei Gottfried von Straßburg und Konrad von Würzburg. Der Begriff findet sich bereits bei Wolfram von Eschenbach („rîme … samnen unde brechen“ Parzival, 337, 25 f.).
Eine entsprechende Brechung in der Langzeile wird in der althochdeutschen Verslehre als Hakenstil bezeichnet. 